# X Festival de Antofagasta
La X versión del Festival de Antofagasta fue un evento realizado los días 12 y 13 de febrero de 2018 en el Estadio Regional Calvo y Bascuñán de la ciudad de Antofagasta en Chile. El evento fue desarrollado por la Municipalidad de Antofagasta a través de la Corporación Cultural.

## Presentaciones

### Lunes 12 de febrero
- Kolumbia
- Los Prims
- Santaferia
- Noche de Brujas

### Martes 13 de febrero
- Elemento Dual
- Ankaly
- Illapu
- Wisin